# Epistolografía

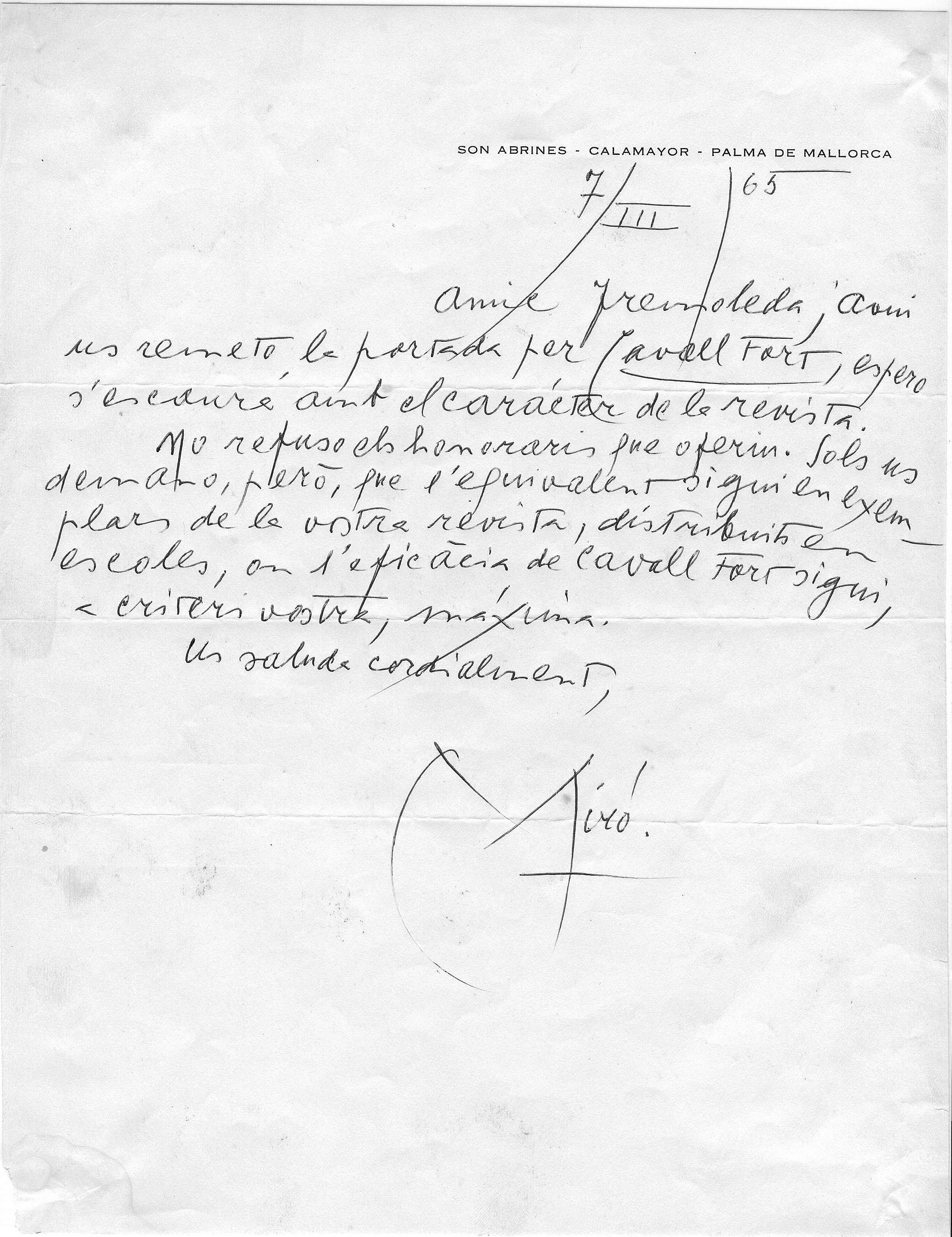
Carta de Joan Miró a Josep Tremoleda, 1965.

La epistolografía (del griego ἐπιστολή, «carta» y γραφία, «escritura») es una actividad literaria que consiste en escribir cartas. Generalmente, se consideran de interés general, y por tanto publicables, las cartas que el propio autor juzga apropiado publicar o que, sin cumplir esa condición, sirven sin embargo para conocer mejor la biografía y la obra de algún artista o algún acontecimiento o período histórico. 

## Encuadre
Por su temática y su uso del 'yo', la epístola se encuadra dentro de la escritura subjetiva, junto con la autobiografía, las confesiones, el diario, las memorias y el monólogo.

## Tipología y clasificación
La carta o epístola es un género muy flexible, que se presta a múltiples usos y clasificaciones. Por su ámbito de difusión cabe distinguir entre privadas (como las de Santa Teresa) y públicas (como las de fray Antonio de Guevara, compuestas para su difusión). Desde el punto de vista del emisor, cabe distinguir cartas reales, apócrifas y ficticias. Por su interés literario, histórico o antropológico, algunos de los tipos más notables son los siguientes:
- Carta a los Reyes Magos: en los países en los que está extendida la creencia de que los Reyes Magos traen regalos a los niños el día 6 de enero, es común que los padres animen a sus hijos a escribir a los monarcas una carta explicando qué regalos desean. La mayoría de los servicios postales aceptan estas cartas.[4][5] Actualmente, los Reyes Magos reciben también correos electrónicos[6] y mensajes dirigidos a su página web.[7]

- Carta abierta: aunque tiene un destinatario concreto, el autor la envía a un medio de comunicación. Suele contener críticas o peticiones, y su publicación funciona como una forma de presión. Un ejemplo célebre es J’accuse…!, de Émile Zola, carta abierta dirigida al presidente de Francia sobre el Caso Dreyfus. El escritor español Fernando Arrabal ha publicado varias cartas de este tipo (Carta al general Franco, Carta a Fidel Castro, Carta a Stalin).

- Carta al director: mensaje que el lector de una publicación periódica dirige al director de la misma, generalmente aportando puntualizaciones o críticas a alguna noticia o artículo de opinión aparecidos en la misma. Las publicaciones recogen una selección de estas cartas en una sección específica, reservándose generalmente el derecho a acortar el texto y negándose a aceptar misivas anónimas o pseudónimas.[8]

- Carta apócrifa: es aquella que se atribuye, falsamente, a un autor célebre. Algunas cartas apócrifas, consideradas auténticas por muchas personas, han ejercido una influencia notable: tal es el caso de la presunta correspondencia entre Jesucristo y el rey sirio Abgaro V de Edesa que Eusebio de Cesarea incluye en su Historia eclesiástica. En los siglos XX y XXI, algunos autores recurren a la carta apócrifa como recurso literario: así, C. S. Lewis escribe Cartas del diablo a su sobrino (1942).

- Carta de amor: aunque se trata en principio de un documento privado, trasciende esta categoría para convertirse en un género literario específico, de lo que da fe la convocatoria de concursos de este tipo de cartas.[9] La correspondencia entre Pedro Abelardo y su amante Eloísa puede considerarse un clásico del género.[10] Desde 1937, en que llega la primera misiva, la ciudad de Verona recibe innumerables cartas de amor dirigidas a Julieta.[11]

- Carta ficticia: es aquella que se atribuye a un personaje de ficción. El sofista griego Alcifrón es el autor clásico de este tipo de cartas, puestas en boca de personajes típicos o pintorescos, como parásitos y cortesanas.

- Carta filosófica: Epicuro, Séneca y otros autores grecolatinos utilizan la carta para divulgar sus ideas filosóficas. Voltaire retoma esta práctica en sus famosas Cartas filosóficas.

- Carta oficial: tiene como objetivo establecer o mantener una relación oficial entre personas o instituciones. Las Cartas de Amarna son un ejemplo célebre de este tipo de correspondencia.

- Carta privada: el epistolario de muchos personajes públicos consta de cartas privadas, dirigidas en principio a amigos o familiares. Sin embargo, posteriormente, generalmente de forma póstuma, estas cartas se han considerado de interés general y se han publicado. Tal es el caso, por ejemplo, de la Carta al padre de Franz Kafka y de las cartas escritas por el poeta español Antonio Machado a la poetisa Pilar de Valderrama ("Guiomar").[12]

- Carta proemio: es aquella que sirve de prólogo a un libro. Un ejemplo clásico de la literatura española es la Carta proemio al Condestable don Pedro de Portugal del marqués de Santillana o la carta de «El autor a un su amigo» que abre La Celestina, de Fernando de Rojas.

- Carta o epístola nuncupatoria es aquella que, situada al principio de una obra, tiene por propósito principal dedicarla a alguien; es, pues, una dedicatoria. Así, las Geórgicas del poeta latino Virgilio se abren con una dedicatoria a su protector, Mecenas.

- Epístola en verso: su referente clásico son las Epístolas del poeta latino Horacio y las cartas en verso que Ovidio escribe desde el exilio (Pónticas). En el siglo XX, el poeta vasco Gabriel Celaya recupera esta tradición en su libro Las cartas boca arriba (1951).

- Novela epistolar es la compuesta o construida con cartas de alguno o varios de los personajes, recurso literario ya utilizado en la antigüedad tardía por  Heliodoro y Aquiles Tacio, pero frecuente sobre todo después del éxito de Pamela o la virtud recompensada (1740) de Samuel Richardson. Ejemplos más modernos son Las amistades peligrosas (1782) de Pierre Choderlos de Laclos y Los idus de marzo (1948) de Thornton Wilder.

- Carta de recomendación, en el pasado la escribía una persona para recomendar que se contratara a una persona determinada por sus virtudes o por un favor adeudado. También, cuando había un viaje al extranjero, se solían pedir cartas a quienes tuvieran parientes en el lugar de destino para que los acogieran y los presentaran en sociedad, las cartas de presentación.

## Historia

### La Antigüedad

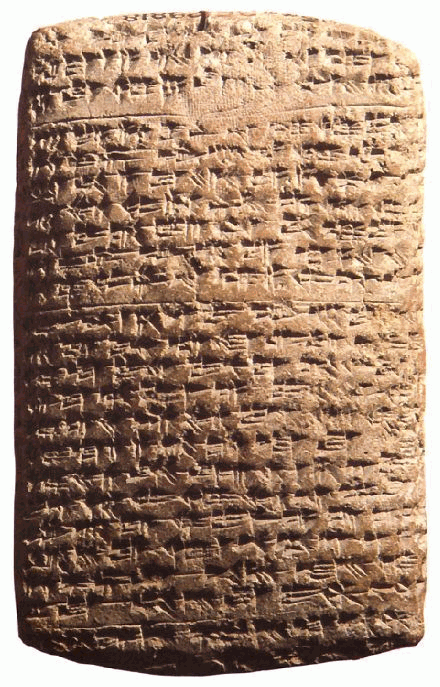
Tablilla que contiene una de las cartas de Amarna, escrita en caracteres cuneiformes.

La historia de la epistolografía comienza en la antigua Mesopotamia y Egipto. Para entender las cartas que se conservan de esta época hay que tener en cuenta que la escritura es entonces una técnica especializada al alcance de muy pocas personas. De ahí que se trate, sobre todo, de correspondencia oficial o mercantil. En Egipto, tienen especial importancia las cartas de Amarna, que recogen la correspondencia diplomática de los faraones Amenofis III y  Akenatón y arrojan luz sobre las relaciones del Egipto de la época con las naciones vecinas.
La epistolografía goza de gran consideración como género literario en el mundo grecolatino. Se concibe la carta como una "conversación por escrito", de estilo austero y claro.
La composición de epístolas apócrifas y ficticias es uno de los ejercicios favoritos de rétores y sofistas. Así, el sofista griego Alcifrón debe su fama a sus cartas ficticias (ordenadas en cuatro series: cartas de pescadores, de labradores, de parásitos y de cortesanas). Uno de los desarrollos más interesantes del género es la epístola en verso, cultivada por Horacio y otros poetas. En sus Heroidas, Ovidio ofrece 21 cartas de amor, puestas en boca de personajes femeninos célebres, como Safo, Penélope y Dido. Las cartas de Cicerón, sin ser la parte más importante de su obra, se consideran un testimonio de gran valor sobre la vida del autor y la cultura y manejos políticos de la Roma de su época. Destacan también las cartas del filósofo Séneca, de Plinio el Joven, de Marco Cornelio Frontón, de Quinto Aurelio Símaco y de los sofistas Luciano, Claudio Eliano y Filóstrato de Atenas.
Las cartas o epístolas de Pablo de Tarso y otros autores cumplen una función muy especial en el Nuevo Testamento, permitiéndonos conocer algunos de los conflictos y puntos de vista de los primeros núcleos cristianos. Algunas de ellas se consideran hoy apócrifas. Lo mismo sucede con el epistolario de los primeros padres de la Iglesia, como Ignacio de Antioquía y Clemente de Roma.
De la antigüedad tardía se conservan epistolarios de gran interés, tanto de autores paganos (Libanio, Juliano el Apóstata) como de padres de la Iglesia (Gregorio Nacianceno, Gregorio de Nisa, Juan Crisóstomo, Sinesio de Cirene, Teodoreto de Ciro).
El estudio de los epistológrafos grecolatinos ha generado una bibliografía voluminosa, volcada en un primer momento hacia las cartas como material auxiliar para el estudio de otros géneros y materias. En los últimos años, la epistolografía ha comenzado a despertar interés por sí misma, como un género literario con valor propio.

### Edad Media
En la Edad Media, hay intercambios epistolares de justa fama, como los del filósofo Pedro Abelardo y su amante Eloísa. La cultura bizantina produce también epistolarios de gran riqueza, como los de Eustacio de Tesalónica, Juan Tzetzes y Miguel Psello.

### SiglosXVIyXVII
Ya en el Renacimiento, Petrarca y Erasmo de Róterdam, entre otros, siguen cultivando con acierto el género. La  correspondencia de Erasmo con Martín Lutero se considera un documento esencial para entender la Reforma Protestante. Erasmo y Juan Luis Vives escriben sendos manuales sobre el arte de escribir cartas, con el mismo título (De conscribendis epistolis, de 1522 y 1536, respectivamente).
De 1519 es la carta de Rafael Sanzio al papa León X, cuando el pontífice le encargó un trabajo arquitectónico en el Vaticano, en la que manifiesta la tesis de la estética clásica del Renacimiento, y recalca la importancia de la conservación de las ruinas de la Antigüedad que se excavaban en Roma, por su valor para la Historia.
En España, la epístola poética conoce un momento de esplendor en el Siglo de Oro, con creaciones como la Epístola a Boscán de Garcilaso de la Vega y la Epístola moral a Fabio de Andrés Fernández de Andrada.

### SiglosXVIIIyXIX
Los autores ilustrados del siglo XVIII retoman con interés el género, utilizado por ejemplo por Voltaire (Cartas filosóficas, Cartas de Memmius), Montesquieu (Cartas persas), José Cadalso (Cartas marruecas), Juan Andrés (Cartas familiares) y el Padre Feijoo (Cartas eruditas y curiosas) A finales de siglo, Pierre Choderlos de Laclos publica Las amistades peligrosas, novela epistolar de enorme éxito. 
La epistolografía sigue viva en el romanticismo, con creaciones como Cartas desde mi celda y Cartas literarias a una mujer, del poeta español Gustavo Adolfo Bécquer. Se publican también en este período novelas epistolares célebres, como Las cuitas del joven Werther de Goethe, Frankenstein o el moderno Prometeo de Mary Shelley y Drácula de Bram Stoker. 
Los autores realistas recurren también a la novela epistolar, que les permite ahondar en la psicología de los personajes. Un ejemplo notable es la primera parte de Pepita Jiménez, de Juan Valera.
En las cartas de Van Gogh se encuentra el juicio del pintor sobre la pintura, sobre el papel del artista en el mundo moderno, sobre los cuadros que estudia y sobre sus dificultades e intenciones. Su epistolario supone una fuente histórico-artística privilegiada para el conocimiento de su obra y biografía.

### SiglosXXyXXI
En el siglo XX, las cartas de Howard Phillips Lovecraft y J. R. R. Tolkien se consideran parte esencial de la obra de estos autores, pues iluminan muchos aspectos de su obra de ficción. Algo similar puede decirse de poetas como los españoles Juan Ramón Jiménez y Vicente Aleixandre y el nicaragüense Rubén Darío. 
En su libro Las cartas boca arriba (1951), el poeta vasco Gabriel Celaya recupera la tradición de la carta en verso, de estirpe horaciana, relativamente abandonada en los tiempos modernos.